# جزيرة سامبرغالانغ
جزيرة سامبرغالانغ وهي جزيرة من جزر إندونيسيا، وتتبع إقليم كليمنتان الجنوبية في إندونيسيا.